# Kakegawa

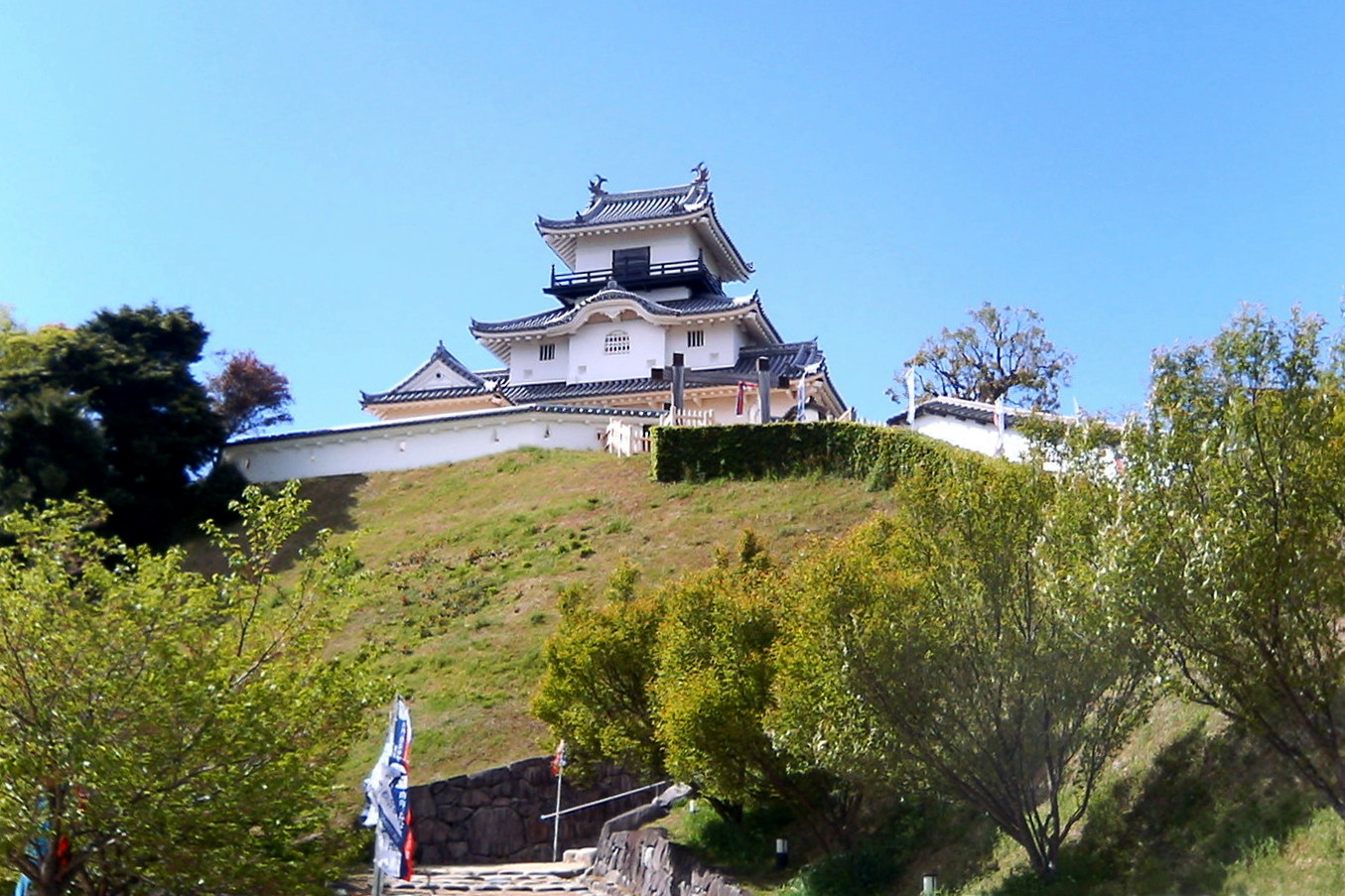
Kasteel Kakegawa in april 2006

Kakegawa (Japans: 掛川市, Kakegawa-shi) is een stad in de prefectuur Shizuoka in Japan.

## Demografie
Op 1 februari 2009 had de stad 118.736 inwoners en een bevolkingsdichtheid van 447 inwoners per km². De totale oppervlakte van deze stad is 265,63 km².

## Geschiedenis
Het Kakegawagebied was de locatie van een dorp sedert ten minste het jaar 1300. Onder het Tokugawa-shogunaat maakte het deel uit van het Kakegawa-domein. Ook het aangrenzende Yokosuka-domein lag binnen de huidige stadsgrenzen. Tijdens de Edoperiode liep de Tokaido door Kakegawa, met onder andere de rustplaatsen Nissaka-shuku en Kakegawa-juku. De gemeente Kakegawa werd opgericht in 1896, en in 1959 werd de gemeente een stad.
De huidige stad ontstond op 1 april 2005 door het samenvoegen van de dorpen Daito en Osuka met Kakegawa.

## Zustersteden
- - Oshu, Iwate, Japan
- - Corning, New York, Verenigde Staten
- - Eugene, Oregon, Verenigde Staten